# Pulaski County (Virginie)
Pulaski County je okres amerického státu Virginie založený v roce 1839. Hlavním městem je Pulaski. Pojmenovaný je polského šlechtice Casimira Pulaskiho (1745–1779), účastníka americké války za nezávislost.

## Sousední okresy
| Růžice kompasu | Bland County   | Giles County   |                   | Růžice kompasu |
| Růžice kompasu |                | Sever          | Montgomery County | Růžice kompasu |
| Růžice kompasu | Pulaski County |                | Montgomery County | Růžice kompasu |
| Růžice kompasu | Jih            |                | Montgomery County | Růžice kompasu |
| Růžice kompasu | Wythe County   | Carroll County | Floyd County      | Růžice kompasu |